# Concerviano
Concerviano ist eine italienische Gemeinde in der Provinz Rieti in der Region Latium mit 277 Einwohnern (Stand 31. Dezember 2023). Sie liegt 91 km nordöstlich von Rom und 18 km südöstlich von Rieti.

## Geographie
Concerviano liegt am Rande der Monti Reatini auf einem Hügel oberhalb des Tals des Salto in der Landschaft Cicolano. Es ist Mitglied der Comunità Montana Salto Cicolano.
Die Ortsteile von Concerviano sind Vaccareccia, Pratoianni und Cenciara.
Die Nachbarorte sind Longone Sabino, Petrella Salto, Rieti, Rocca Sinibalda und Varco Sabino.

## Bevölkerungsentwicklung
| Jahr      | 1861 | 1881 | 1901 | 1921 | 1936 | 1951 | 1971 | 1991 | 2001 |
| --------- | ---- | ---- | ---- | ---- | ---- | ---- | ---- | ---- | ---- |
| Einwohner | 973  | 1059 | 1068 | 1076 | 1016 | 1012 | 585  | 461  | 386  |

Quelle: ISTAT

## Politik
Luigi Buzzi (Lista Civica: Tre Spighe) wurde am 26. Mai 2019 zum Bürgermeister gewählt.

## Sehenswürdigkeiten
- Wenig östlich vom Ortsteil Vaccareccia entfernt steht die ehrwürdige Abtei San Salvatore Maggiore in der Einsamkeit, die um das Jahr 753 gegründet wurde. Nach einer Zerstörung durch die Araber von 891 wurde sie wieder aufgebaut, was 974 abgeschlossen war. Das Kloster diente den Mönchen des Benediktinerordens als Wirkungsstätte. Nach einem allmählichen Niedergang wurde es Kommendataräbten anvertraut, die jedoch keine tatsächliche Wirkung entfalteten. Francesco Barberini ließ im Jahre 1626 die Abtei schließen und wandelte sie zum bischöflichen Seminar um. Als dieses geschlossen wurde, verfiel die Bausubstanz sichtlich, so dass bis etwa 1989 nur eine Ruine übrigblieb. Erst als die Gemeinde Concerviano sie erwarb, wurde sehr langsam ein Wiederaufbau in Szene gesetzt. Dieser ist noch nicht abgeschlossen, doch die Kirche ist als Gebäude wieder hergerichtet. Das Ganze soll ein Tagungs- und Begegnungszentrum werden.

## Söhne und Töchter der Gemeinde
- Lorenzo Chiarinelli (1935–2020), römisch-katholischer Bischof von Viterbo